# Олександрівка (район Чернігова)
Олександрівка — історична місцевість (район) Чернігова, розташована на території Деснянського району.

## Історія
У 1880 році був утворений Халявинський повіт, згідно з переписом 1917 року в складі якого значився хутір. Глинський хутір (колишня назва) на околиці Чернігова виник в 1890-і роки. У 1896 році тут налічувалося 2 двори.
Згідно з довідником «Українська РСР. Адміністративно-територіальній поділ на 01 вересня 1946 року» статус населеного пункту був хутір і рахувався в складі Півчанської сільради, потім згідно з довідником «Українська РСР. Адміністративно-територіальній поділ на 01 січня 1972 року» село значилося в складі Бобровицької сільради.
Населення Олександрівки на 1990 рік налічувало 840 чоловік.
У 1999 році Олександрівка, поряд з іншим селом Чернігівського району — Півцями, включена до складу Деснянського району Чернігівської міськради без збереження статусу, Постановою Верховної Ради України Про зміну меж міста Чернігів Чернігівської області від 8 липня 1999 року № 872-14.

## Географія
Район Олександрівка розташований в північній периферійній частині Черніговаː на північ від вулиці Маресьєва і до адміністративного кордону Чернігівської міськради з Чернігівським районом. Забудова Олександрівки переважно садибна (приватні будинки), частково малоповерхова житлова (кілька дво- і триповерхових квартирних будинків і один багатоповерховий житловий будинок по вулицях Маресьєва і Корольова). На 1985 рік села Півці та Олександрівка розташовані на найменшій відстані близько 0,5 км (поле), на 2019 рік — поле забудовано (між сучасними вулицями Авіаторів і Корольова) та райони без чітко виражених кордонів. Південно-східна частина сучасного району розбудовувалася після 1999 року.
На північний захід від примикає історична місцевість Півці, на південний захід — садово-дачні ділянки (садівниче товариство «Ветеран») і лісопарк Ялівщина, північніше — територія промпідприємства і спецтериторія (аеродром), на південний схід — територія промпідприємств і багатоповерхова забудова вулиці Генерала Бєлова (Бобровицький житловий масив).
На території району немає підприємств. Тут розташовано Олександрівське кладовище. На території кладовища (вулиця 1-го Травня) розташований пам'ятник історії місцевого значення «Братська могила 157 радянських воїнів, які загинули у вересні 1943 року» (1943, 1958) під охоронним № 1878 без охоронної зони.
Відсутня мережа централізованої каналізації в садибній забудові.

### Вулиці
Основні вулиці — 1 Травня і Кільцева. Першого Травня тягнеться з півночі на південь вздовж усього району, Кільцева — із заходу на схід, розділяючи район на дві частини (північну і південну). Раніше (на 2015 рік) центральна вулиця (Першого Травня) Олександрівки йменувалась Гагаріна.
Вулиці: Авіації, Олександрівська, Багряного, Банченкова, Григоренко, Григорія Балицького, Грушевського, Інженерна, Йосипа Рапопорта, Корольова, Максима Березовського, Михайла Комочкова, Надії Приміська, Садова, Сергія Єфремова, Скоропадського, Тополина, Черняховського; провулок Анатолія Григоренка, Корольова, 1-й, 2-й і 3-й провулок Надії.

## Соціальна сфера
Немає шкіл і дитячих садів.

## Транспорт
По вулиці Першого Травня проходять маршрути автобусів № 27, 43, по Кільцевій — 22А, 30, 33. Немає тролейбусних маршрутів.